# Château de Contresol
Le château de Contresol est un château situé au Donjon, en France.

## Localisation
Le château est situé sur la commune du Donjon, dans le département de l'Allier, en région Auvergne-Rhône-Alpes.

## Historique
L'édifice est inscrit au titre des monuments historiques en 2005 et classé en 2006.